# 石川県の高校相撲部出身の一覧
石川県の高校相撲部出身の一覧（いしかわけんのこうこうすもうぶしゅっしんのいちらん）は、石川県の高校相撲部出身の大相撲力士に関する一覧である。

## 金沢高校
- 輪島大士（横綱・花籠部屋）
- 大翔山直樹（幕内・立浪部屋）
- 大倭東洋（十両・入間川部屋）

## 金沢市立工業高校
- 出島武春（大関・武蔵川部屋）
- 玉乃島新（関脇・片男波部屋）
- 丹蔵隆浩（十両・阿武松部屋）
- 若八嶋泰成（幕下・松ヶ根部屋）
- 武誠山一成（幕下・武蔵川部屋→藤島部屋）
- 舛ノ湖大明（幕下・千賀ノ浦部屋）
- 朝志雄亮賀（現役・高砂部屋）
- 朝乃若樹（現役・高砂部屋）
- 深井拓斗（現役・高砂部屋）

## 金沢学院大学附属高校
- 豊山亮太（幕内・時津風部屋）
- 髙立直哉（十両・木瀬部屋）
- 能登櫻和也（幕下・阿武松部屋）
- 栃乃里隆光（幕下・春日野部屋）
- 遠藤聖大（現役・追手風部屋）
- 大翔丸翔伍（現役・追手風部屋）
- 炎鵬友哉（現役・宮城野部屋→伊勢ヶ濱部屋）
- 良安大宜（現役・木瀬部屋）

## 七尾東雲高校
- 舛田山靖仁（関脇・春日野部屋）
- 栃乃洋泰一（関脇・春日野部屋）

いずれも前身の七尾商業高校時代に卒業

## 門前高校
- 天津風征夫（幕内・春日野部屋）

## 飯田高校
- 駿馬赤兎（幕下・間垣部屋→伊勢ヶ濱部屋）